# 블레이크 스와이하트
블레이크 오브리 스와이하트(Blake Aubry Swihart, 1992년 4월 3일 ~ )는 미국의 야구 선수로, 메이저 리그에 소속되어 있는 텍사스 레인저스의 포수 겸 외야수이다.